# Список игр для Vectrex
Это список игр, музыки, демо, утилит и диагностических картриджей, созданных для Vectrex — игровой консоли на основе векторной графики.
Официально было выпущено 28 игр для консоли.
Обратите внимание, что в этот список могут также входить официальные неизданные игры, а также homebrew-игры, выпущенные с 1996 года по настоящее время.

## Официально выпущенные игры (29 игр)
Игры, официально выпущенные General Consumer Electronics (GCE)/Milton Bradley (MB)/Bandai:
- 3D Crazy Coaster (1983)[2] (требуется 3D Imager)
- 3D MineStorm (требуется 3D Imager) (1983)[3]
- 3D Narrow Escape (требуется 3D Imager) (1983)[3]
- AnimAction (требуется световая ручка) (1983)[4]
- Armor Attack
- Art Master (требуется световая ручка)[5]
- Bedlam[5]
- Berzerk[5]
- Blitz!
- Clean Sweep (существует специальное издание «Mr. Boston», являющееся редчайшей игрой для Vectrex)
- Cosmic Chasm[5]
- Fortress of Narzod (1982)
- Heads Up (также известна как Soccer Football). GCE, 1983.
- Hyperchase Auto Race (1982)
- Melody Master (требуется световая ручка) (1983)
- MineStorm (1982)
- Mine Storm II (1982); доступна только путём бесплатной доставки по почте из-за бага на 13-м уровне
- Polar Rescue (1983)
- Pole Position
- Rip-Off (1982)
- Scramble (1982)
- Solar Quest (1982)
- Space Wars (1982)
- Spike (1983)
- Spinball (также известна как Flipper Pinball) (1983)
- Star Castle (1983)
- Star Trek: The Motion Picture (также известна как Star Ship) (1982)
- Starhawk (1982)
- Web Wars (также известна как Web Warp) (1983)

## Неизданные
Это запланированные, но не выпущенные игры General Consumer Electronics (GCE)/Milton Bradley (MB)/Bandai:
- Mail Plane (1983) (требуется световая ручка). Прототип игры. Представлена маркетинговая документация GCE/MB в США, Канаде, Европе и Японии. Прообраз для версии карты области США, кажется, является полной игрой. Также на фотографиях в литературе по маркетингу финского языка в MB для северных и европейских регионов указано, что MB намеревается предоставить выпуск карт, характерных для Европы. В 2013 году Mail Plane была извлечена из картриджа прототипа Крисом Ромеро (также известным как «Vectrexer»). Восстановленное программное обеспечение было выпущено 1 декабря 2013 года для публичной загрузки в виде двоичного образа.
- Test Cart (также известна как Test REV. 4) (1982). Тест-кассета представляет собой тестовый и диагностический картридж для Vectrex. Различные функции поддерживаются, главным образом, при тестировании выравнивания и интенсивности отображения, функций контроллера и генерации звука. Также включена функция проверки установленной контрольной суммы BIOS. Тест-кассета предназначена для использования вместе с руководством по обслуживанию Vectrex при ремонте и тестировании игровой системы Vectrex. Также в конце 2000 года был обнаружен одиночный Overlay для использования с тест-кассетой. Тест-кассета Overlay была приобретена в частной сделке с бывшим сотрудника GCE. Обложка тестовой кассеты была отсканирована Крисом Ромеро (также известным как «Vectrexer») и была доступна для публичного использования в 2001 году.